# Cingius Severus
Gaius (?) Cingius Severus (auch: Cincius Severus) († 197) war ein kaiserzeitlicher römischer Senator. Er war im Jahr 183 curator aedium sacrarum und zuvor zu unbestimmter Zeit Suffektkonsul. Wie Tertullian in seinem Brief an Scapula berichtet, zeigte sich Severus als Prokonsul der Provinz Africa den Christen gegenüber gnädig. Nach der Ermordung des Kaisers Commodus beantragte er am 31. Dezember 192 dessen damnatio memoriae und wurde auf Betreiben des Kaisers Septimius Severus getötet.